# Okręgowe rozgrywki w piłce nożnej woj. białostockiego (1927)
Drużyny z województwa białostockiego występują w rozgrywkach okręgu wileńskiego oraz warszawskiego.

Po niemiłych doświadczeniach poprzedniego sezonu z Wileńskim OZPN białostockie drużyny organizują nieoficjalne rozgrywki klasy B pod patronatem Warszawskiego OZPN. Cresovia Grodno grała w klasie A Wileńskiego OZPN, pozostałe kluby z Grodna w grodzieńskiej klasie B.

Podział w PZPN-ie

Z powodu utworzenia przez najsilniejsze kluby polskie nowych rozgrywek niezależnych od PZPN - Ligi, powstały dwa równorzędne poziomy rozgrywkowe. Pod koniec 1927 konflikt został rozwiązany, a wszystkie kluby wróciły do PZPN-u.
| Rozgrywki | Poziomy rozgrywkowe w sezonie 1927 - Wileński OZPN | Poziomy rozgrywkowe w sezonie 1927 - Wileński OZPN     | Poziomy rozgrywkowe w sezonie 1927 - Wileński OZPN     | Poziomy rozgrywkowe w sezonie 1927 - Wileński OZPN     | Poziomy rozgrywkowe w sezonie 1927 - Wileński OZPN     |
| --------- | -------------------------------------------------- | ------------------------------------------------------ | ------------------------------------------------------ | ------------------------------------------------------ | ------------------------------------------------------ |
| Centralne | I poziom ligowy                                    | Mistrzostwa Polski (nie odbyły się) >>> utworzono Ligę | Mistrzostwa Polski (nie odbyły się) >>> utworzono Ligę | Mistrzostwa Polski (nie odbyły się) >>> utworzono Ligę | Mistrzostwa Polski (nie odbyły się) >>> utworzono Ligę |
| Okręgowe  | II poziom ligowy                                   | Klasa A (Wilno)                                        | Klasa A (Wilno)                                        | Klasa A (Wilno)                                        | Klasa A (Wilno)                                        |
| Okręgowe  | III poziom ligowy                                  | Klasa B - gr.I                                         | Klasa B - gr.II                                        | Klasa B - gr.III                                       | Klasa B - gr.IV                                        |
| Okręgowe  | IV poziom ligowy                                   | Klasa C - prawdopodobnie 3-4 grupy                     | Klasa C - prawdopodobnie 3-4 grupy                     | Klasa C - prawdopodobnie 3-4 grupy                     | Klasa C - prawdopodobnie 3-4 grupy                     |

## Rozgrywki Wileńskiego OZPN
- Mistrzostwo Okręgu Wileńskiego zdobyła drużyna Makabi Wilno.
- Makabi i Pogoń zdobyły tę samą liczbę punktów, zgodnie z regulaminem drużyny rozegrały dodatkowy dwumecz o mistrzostwo.

Dodatkowe mecze o mistrzostwo:
- Makabi: Pogoń (remis)
- 26.06.1921 – Pogoń: Makabi 2:2
- 3 mecz na neutralnym boisku wygrała Makabi.

## Klasa A (Wileńska) – II poziom rozgrywkowy
| Poz.                                                              | Drużyna           | M  | Z | R | P | Bramki | Punkty | Pkt po weryfikacji WOZPN | brakujące mecze                  |
| ----------------------------------------------------------------- | ----------------- | -- | - | - | - | ------ | ------ | ------------------------ | -------------------------------- |
| 1                                                                 | Makabi Wilno      | 9  | 4 | 3 | 2 | 17-9   | 11     | 12                       | brak wyniku 1 meczu – był remis  |
| 2                                                                 | WKS Pogoń Wilno   | 9  | 5 | 1 | 3 | 18-14  | 11     | 12                       | brak wyniku 1 meczu – był remis  |
| 3                                                                 | Ognisko Wilno (b) | 10 | 4 | 2 | 4 | 16-22  | 10     | 10                       |                                  |
| 4                                                                 | AZS Wilno         | 10 | 3 | 4 | 3 | 15-15  | 10     | 10                       |                                  |
| 5                                                                 | WKS 1PP Wilno     | 9  | 2 | 3 | 4 | 13-20  | 7      | 9                        | brak wyniku 1 meczu – zwycięstwo |
| 6                                                                 | Cresovia Grodno   | 9  | 3 | 1 | 5 | 18-17  | 7      | 7                        | brak wyniku 1 meczu – porażka    |
| Tabela niekompletna, brak wyników 2 meczów. Kolejność prawidłowa. |                   |    |   |   |   |        |        |                          |                                  |

- Reaktywowany AZS Wilno przejął w trakcie sezonu rozwiązaną drużynę Wilji Wilno i występuje w klasie A.
- Przed sezonem Hasmonea zmienia nazwę na ŻTGS Makabi Grodno.
- Mistrzostwo Okręgu Wileńskiego zdobyła drużyna Makabi Wilno.
- Makabi i Pogoń zdobyły tę samą liczbę punktów, zgodnie z regulaminem drużyny rozegrały dodatkowy dwumecz o mistrzostwo.

Dodatkowe mecze o mistrzostwo:
- Makabi: Pogoń (remis)
- 26.06.1921 – Pogoń: Makabi 2:2
- 3 mecz na neutralnym boisku wygrała Makabi.

Mecze:

| 1 kolejka | 16-17.04.1927 – Pogoń Wilno: WKS 1 PP Wilno 3-2 16-17.04.1927 – Ognisko Wilno: Makabi Wilno 3-0 16-17.04.1927 – Cresovia Grodno: Wilja Wilno 1-3    | 6 kolejka    | 21.05.1927 – Makabi Wilno: Ognisko Wilno 4-0 22.05.1927 – Pogoń Wilno: WKS 1 PP Wilno 2-0 22.05.1927 – AZS (Wilja) Wilno: Cresovia Grodno (drużyna gości nie przyjechała)                  |
| 2 kolejka | 23-24.04.1927 – Pogoń Wilno: Ognisko Wilno 1-3 23-24.04.1927 – Wilja Wilno: WKS 1 PP Wilno 0-0 23-24.04.1927 – Cresovia Grodno: Makabi Wilno 0-0    | 7 kolejka    | 28.05.1927 – Makabi Wilno: Cresovia Grodno 4-0 29.05.1927 – WKS 1 PP Wilno: AZS (Wilja) Wilno 3-2 29.05.1927 – Ognisko Wilno: Pogoń Wilno (mecz przełożony)                                |
| 3 kolejka | 30.04.1927 – Pogoń Wilno: Cresovia Grodno 2-0 30.04.1927 – Ognisko Wilno: WKS 1 PP Wilno 0-4 30.04.1927 – 1.05.1927 – Makabi Wilno: Wilja Wilno 2-1 | 8 kolejka    | 4-5.06.1927 – AZS (Wilja) Wilno: Makabi Wilno 1-1 4-5.05.1927 – WKS 1 PP Wilno: Ognisko Wilno 2-2 4-5.05.1927 – Cresovia Grodno: Pogoń Wilno 6-1                                           |
| 4 kolejka | 6.05.1927 – Pogoń Wilno: Makabi Wilno 3-1 6.05.1927 – Cresovia Grodno: WKS 1 PP Wilno 6-1 7.05.1927 – Wilja Wilno: Ognisko Wilno 3-3                | 9 kolejka    | 11.06.1927 – AZS (Wilja) Wilno: Ognisko Wilno 2-0 11.06.1927 – Pogoń Wilno: Makabi Wilno (brak wyniku – remis) 12.06.1927 – WKS 1 PP Wilno: Cresovia Grodno (brak wyniku – zwycięstwo WKS) |
| 5 kolejka | 14.05.1927 – Makabi Wilno: WKS 1 PP Wilno 4-0 15.05.1927 – Ognisko Wilno: Cresovia Grodno 3-1 15.05.1927 – Pogoń Wilno: Wilja Wilno 5-0             | zaległy mecz | 19.06.1927 – Ognisko Wilno: Pogoń Wilno 2-1 (mecz 7 kolejki) |
| 5 kolejka | 14.05.1927 – Makabi Wilno: WKS 1 PP Wilno 4-0 15.05.1927 – Ognisko Wilno: Cresovia Grodno 3-1 15.05.1927 – Pogoń Wilno: Wilja Wilno 5-0             | 10 kolejka   | 25-26.06.1927 – Cresovia Grodno: Ognisko Wilno 4-0 25-26.06.1927 – WKS 1 PP Wilno: Makabi Wilno 1-1 25-26.06.1927 – Pogoń Wilno: AZS (Wilja) Wilno 0-0                                     |
| 5 kolejka | 14.05.1927 – Makabi Wilno: WKS 1 PP Wilno 4-0 15.05.1927 – Ognisko Wilno: Cresovia Grodno 3-1 15.05.1927 – Pogoń Wilno: Wilja Wilno 5-0             | walkower     | 26.06.1927 – AZS Wilja Wilno: Cresovia Grodno 3:0(vo)(Mecz 6 kolejki) |

## Klasa B (Wileńska) - III poziom rozgrywkowy
Faza finałowa - eliminacje do klasy A

Awansował ŻAKS (Żydowski Akademicki Klub Sportowy) Wilno.
Grupa wileńska
| Poz. | Drużyna            | M | Z | R | P | Bramki | Punkty |
| ---- | ------------------ | - | - | - | - | ------ | ------ |
| 1    | ŻAKS Wilno         |   |   |   |   |        |        |
| 2    | WKS Pogoń II Wilno |   |   |   |   |        |        |
| 3    | WKS 1PP II Wilno   |   |   |   |   |        |        |
| 4    | Makabi II Wilno    |   |   |   |   |        |        |
| 5    | Ognisko II Wilno   |   |   |   |   |        |        |
| 6    | Czarni Wilno       |   |   |   |   |        |        |
| 7    | WKS 9PAC Wilno     |   |   |   |   |        |        |

Grupa grodzieńska
| Poz. | Drużyna            | M | Z | R | P | Bramki | Punkty |
| ---- | ------------------ | - | - | - | - | ------ | ------ |
| 1    | Makabi Grodno      |   |   |   |   |        |        |
| 2    | WKS 76 PP Grodno   |   |   |   |   |        |        |
| 3    | Cresovia II Grodno |   |   |   |   |        |        |

- Po sezonie drużyny z Grodno przeniosły się do podokręgu białostockiego.

Grupa Lidzka (i Mołodyczno)
| Poz. | Drużyna                | M | Z | R | P | Bramki | Punkty |
| ---- | ---------------------- | - | - | - | - | ------ | ------ |
| ?    | (WKS 76 PP Lida)       |   |   |   |   |        |        |
| ?    | (Strzelec Lida)        |   |   |   |   |        |        |
| ?    | (LOSO Lida)            |   |   |   |   |        |        |
| ?    | (Szturm Wilno)         |   |   |   |   |        |        |
| ?    | (WKS 86 PP Mołodyczno) |   |   |   |   |        |        |

- Brak pewności co do uczestnictwa danych zespołów w rozgrywkach.

Grupa Baranowicka
| Poz. | Drużyna                 | M | Z | R | P | Bramki | Punkty |
| ---- | ----------------------- | - | - | - | - | ------ | ------ |
| ?    | (WKS 78 PP Baranowicze) |   |   |   |   |        |        |
| ?    | (Strzelec Baranowicze)  |   |   |   |   |        |        |
| ?    | (Makabi Baranowicze)    |   |   |   |   |        |        |

- Brak pewności co do uczestnictwa danych zespołów w rozgrywkach.

## Klasa C (Wileńska) - IV poziom rozgrywkowy
- Brak danych, prawdopodobnie 3-4 grupy.

## Rozgrywki pod opieką Warszawskiego OZPN
W dniu 9 lipca 1927 roku ukonstytuował się zarząd podokręgu białostockiego, działającego pod patronatem Warszawskiego OZPN. Do rozgrywek zgłosiło się 5 zespołów z Białegostoku. Mecze rozpoczęły się 16 lipca, a zakończyły w połowie września 1927 roku.
| Rozgrywki | Poziomy rozgrywkowe w sezonie 1927 - Warszawski OZPN | Poziomy rozgrywkowe w sezonie 1927 - Warszawski OZPN  | Poziomy rozgrywkowe w sezonie 1927 - Warszawski OZPN  | Poziomy rozgrywkowe w sezonie 1927 - Warszawski OZPN  | Poziomy rozgrywkowe w sezonie 1927 - Warszawski OZPN  | Poziomy rozgrywkowe w sezonie 1927 - Warszawski OZPN  |
| --------- | ---------------------------------------------------- | ----------------------------------------------------- | ----------------------------------------------------- | ----------------------------------------------------- | ----------------------------------------------------- | ----------------------------------------------------- |
| Centralne | I poziom ligowy                                      | Mistrzostwa Polski (nie odbyły się) >>> utworzonoLigę | Mistrzostwa Polski (nie odbyły się) >>> utworzonoLigę | Mistrzostwa Polski (nie odbyły się) >>> utworzonoLigę | Mistrzostwa Polski (nie odbyły się) >>> utworzonoLigę | Mistrzostwa Polski (nie odbyły się) >>> utworzonoLigę |
| Okręgowe  | II poziom ligowy                                     | Klasa A (Warszawa)                                    | Klasa A (Warszawa)                                    | Klasa A (Warszawa)                                    | Liga Okręgowa (Warszawa-Siedlce)                      | Liga Okręgowa (Białystok-Grodno)                      |
| Okręgowe  | III poziom ligowy                                    | Klasa B - gr.I                                        | Klasa B - gr.II                                       | Klasa B - gr.III                                      |                                                       |                                                       |
| Okręgowe  | IV poziom ligowy                                     | Klasa C - gr.I                                        | Klasa C - gr.II                                       | Klasa C - gr.III                                      |                                                       |                                                       |

- Zwycięzca grupy białostockiej, czyli WKS 42 PP spotkał się w meczu o mistrzostwo ligi okręgowej z drużyną WKS 9 PAC Siedlce, mecz zakończony porażką białostoczan.

```
24-25.09.1927 Siedlce - 
WKS 9PAC Siedlce
 : 
WKS 42PP Białystok
 4:2
[
7
]

30.10.1927 Białystok - 
WKS 42PP Białystok
 : 
WKS 9PAC Siedlce
 
 
 3:8 
```

- Po sezonie nastąpiła reorganizacja ligi, 9 PAC Siedlce przeniesiony do lubelskiej klasy A.

## Liga Okręgowa Warszawskiego OZPN, podokręg białostocki - II poziom rozgrywkowy
| Poz.                                                   | Drużyna                   | M | Z | R | P | Bramki | Punkty   |
| ------------------------------------------------------ | ------------------------- | - | - | - | - | ------ | -------- |
| 1                                                      | WKS 42PP Białystok        | 8 | 7 | 0 | 1 | 31-13  | 14       |
| 2                                                      | PKS Sparta Białystok      | 7 | 5 | 1 | 1 | 27-7   | 11 (13)* |
| 3                                                      | ŻKS Białystok             | 8 | 4 | 1 | 3 | 23-13  | 9        |
| 4                                                      | BOSO Białystok            | 8 | 1 | 1 | 6 | 7-30   | 3        |
| 5                                                      | Haszomer Hacair Białystok | 7 | 0 | 1 | 6 | 4-29   | 1        |
| * Brak wyniku meczu Sparta : Haszomir, wygrała Sparta. |                           |   |   |   |   |        |          |

- Sparta Białystok po zakończeniu sezonu rozwiązała sekcję piki nożnej, część zawodników zasiliła WKS 42PP oraz SKS (Szkolny KS).
- Haszomer Hacair (tłum."Mody Strażnik"), klub skautów żydowskich.

Mecze:

- Sparta Białystok : BOSO Białystok 8-0
- ŻKS Białystok : Haszomir Białystok 4-1
- WKS 42PP Białystok : ŻKS Białystok 4-1
- Sparta Białystok : Haszomir Białystok 4-0
- ŻKS Białystok : BOSO Białystok 2-1
- WKS 42PP Białystok : Sparta Białystok 1-6
- WKS 42PP Białystok : BOSO Białystok 6-1
- Sparta Białystok : ŻKS Białystok 3-1
- BOSO Białystok : Haszomir Białystok 1-1
- WKS 42PP Białystok : Haszomir Białystok 4-2
- Haszomir Białystok : ŻKS Białystok 0-8
- ŻKS Białystok : Sparta Białystok 1-1
- Sparta Białystok : WKS 42PP Białystok 2-4
- Haszomir Białystok : WKS 42PP Białystok 0-7
- BOSO Białystok : Sparta Białystok 0-3
- BOSO Białystok : ŻKS Białystok 2-6
- ŻKS Białystok : WKS 42PP Białystok 0-1
- WKS 42PP Białystok : BOSO Białystok 4-1
- Haszomir Białystok : BOSO Białystok 0-1
- Haszomir Białystok : Sparta Białystok (wygrała Sparta)

## Liga Okręgowa Warszawskiego OZPN, podokręg warszawski - II poziom rozgrywkowy
- Znana także jako grupa siedlecka

| Poz. | Drużyna          | M | Z | R | P | Bramki | Punkty |
| ---- | ---------------- | - | - | - | - | ------ | ------ |
| 1    | WKS 9PAC Siedlce |   |   |   |   |        | 11     |
| 2    | WKS 22PP Siedlce |   |   |   |   |        | b.d.   |
| 3    | Warszawski KS    |   |   |   |   |        | b.d.   |
| 4    | Świt Warszawa    |   |   |   |   |        | b.d.   |

- Prawdopodobnie w tej grupie grały jeszcze: rezerwy Polonii Warszawa, Legii Warszawa, Warszawianki oraz Orzeł i Zieloni Warszawa.